# Cleome khorassanica
Cleome khorassanica là một loài thực vật có hoa trong họ Màng màng. Loài này được Bunge & Bien. ex Boiss. mô tả khoa học đầu tiên năm 1867.